# Callitris muelleri
Callitris muelleri är en cypressväxtart som först beskrevs av Filippo Parlatore, och fick sitt nu gällande namn av George Bentham, Joseph Dalton Hooker och Ferdinand von Mueller. Callitris muelleri ingår i släktet Callitris och familjen cypressväxter. IUCN kategoriserar arten globalt som livskraftig. Inga underarter finns listade i Catalogue of Life.

## Bildgalleri

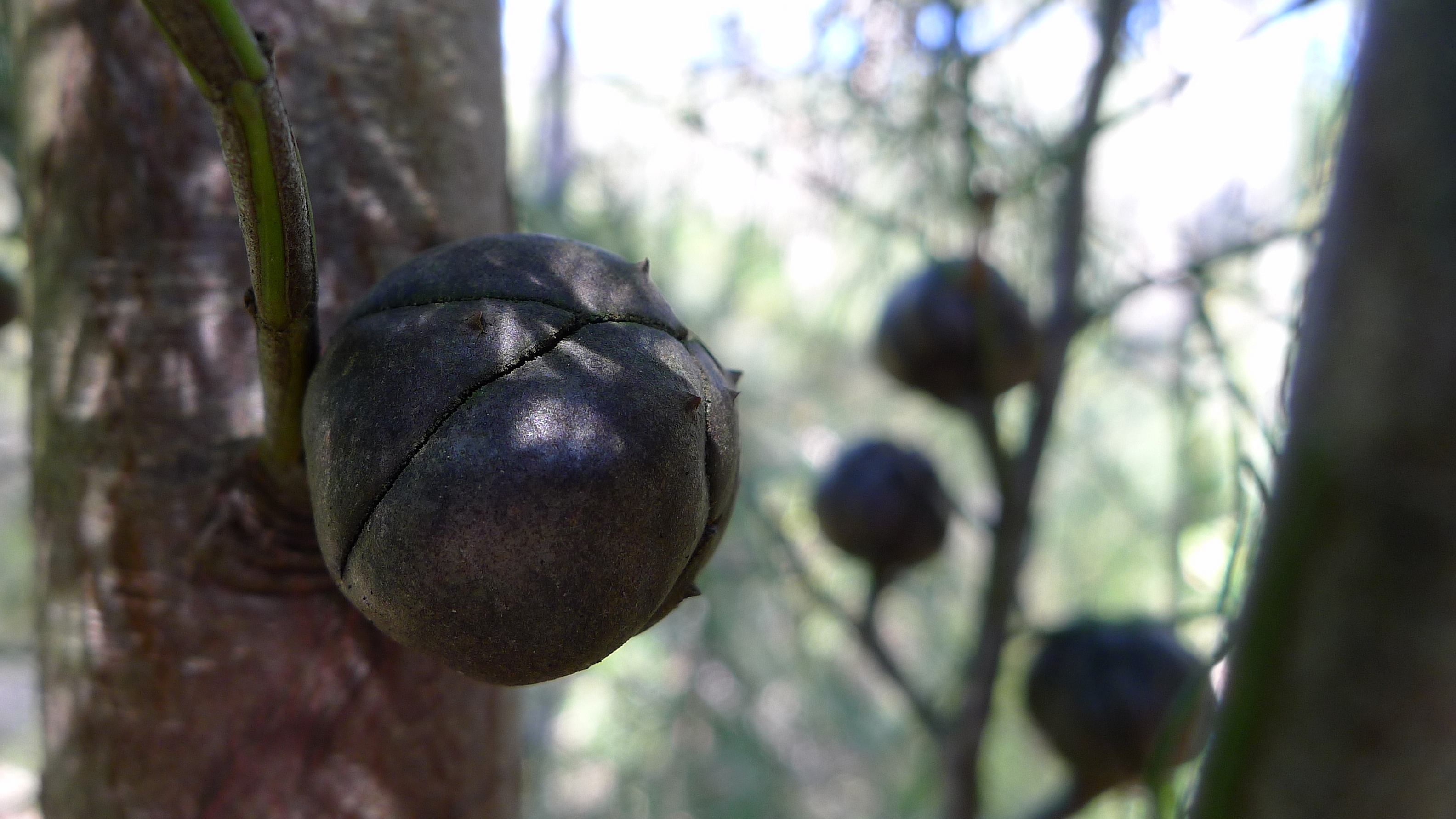
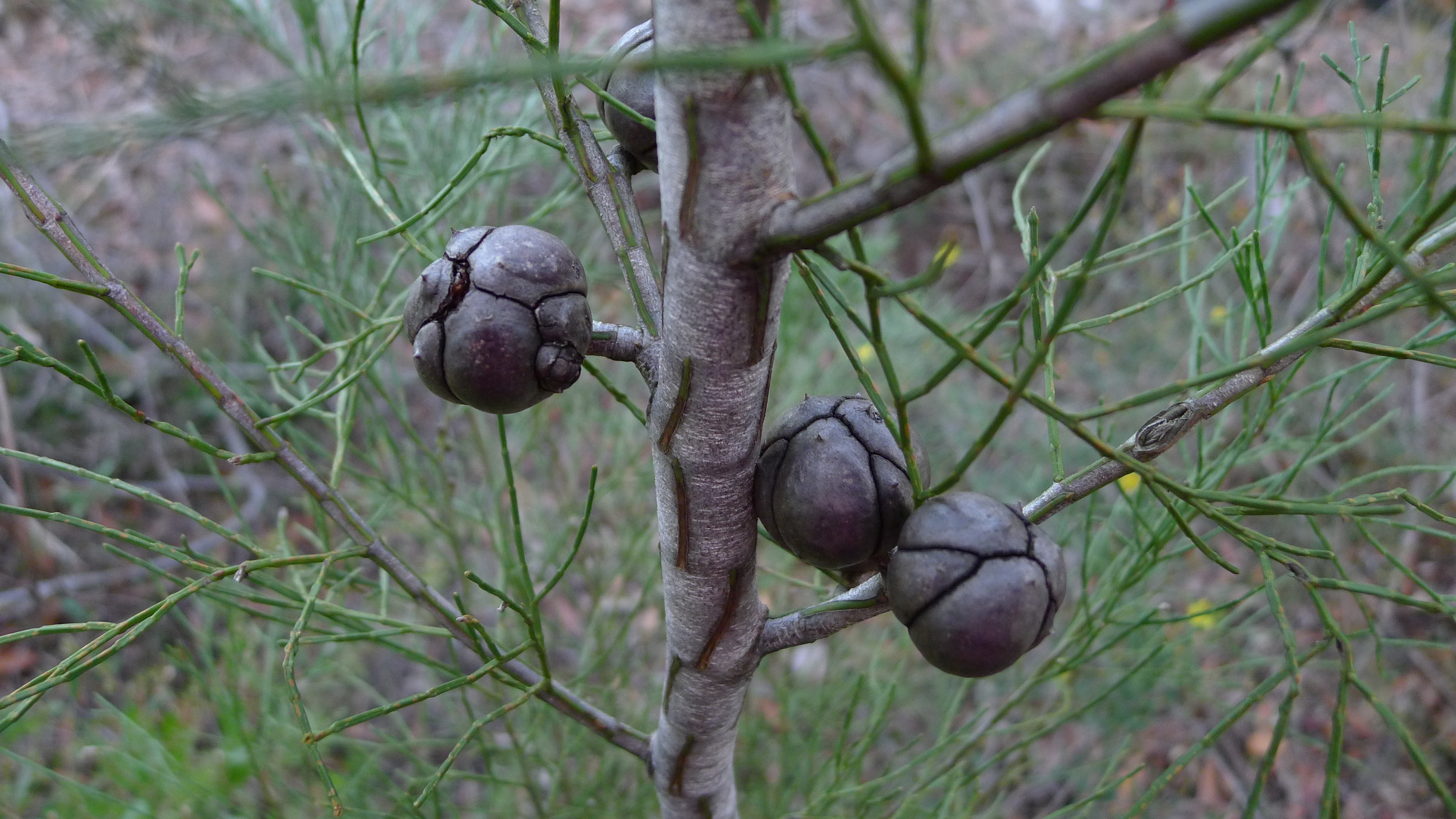
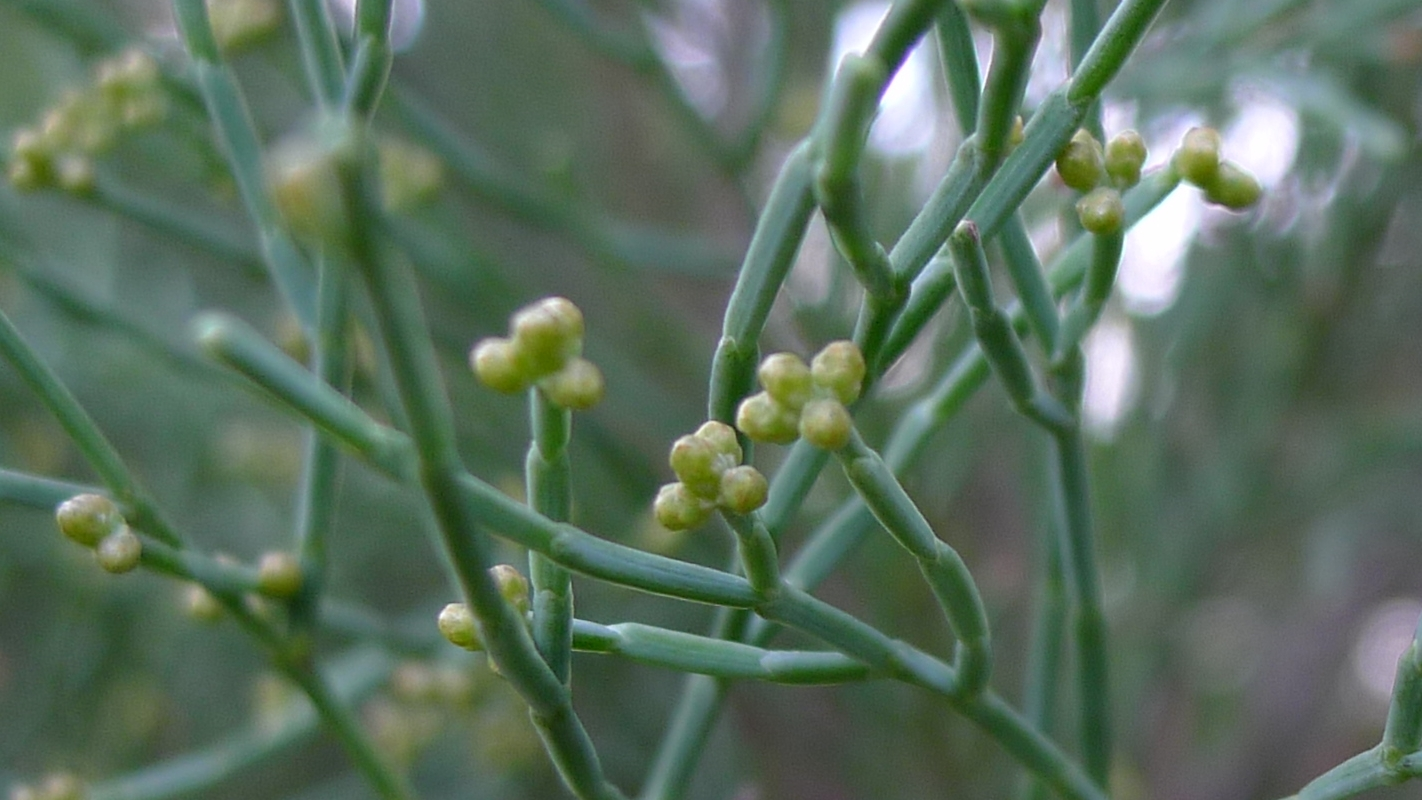
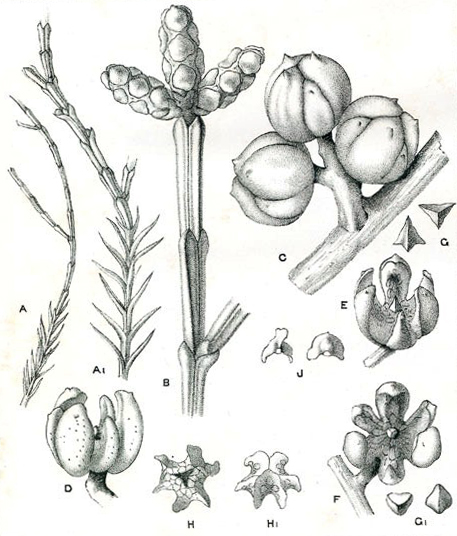